# Angelica Kauffmann

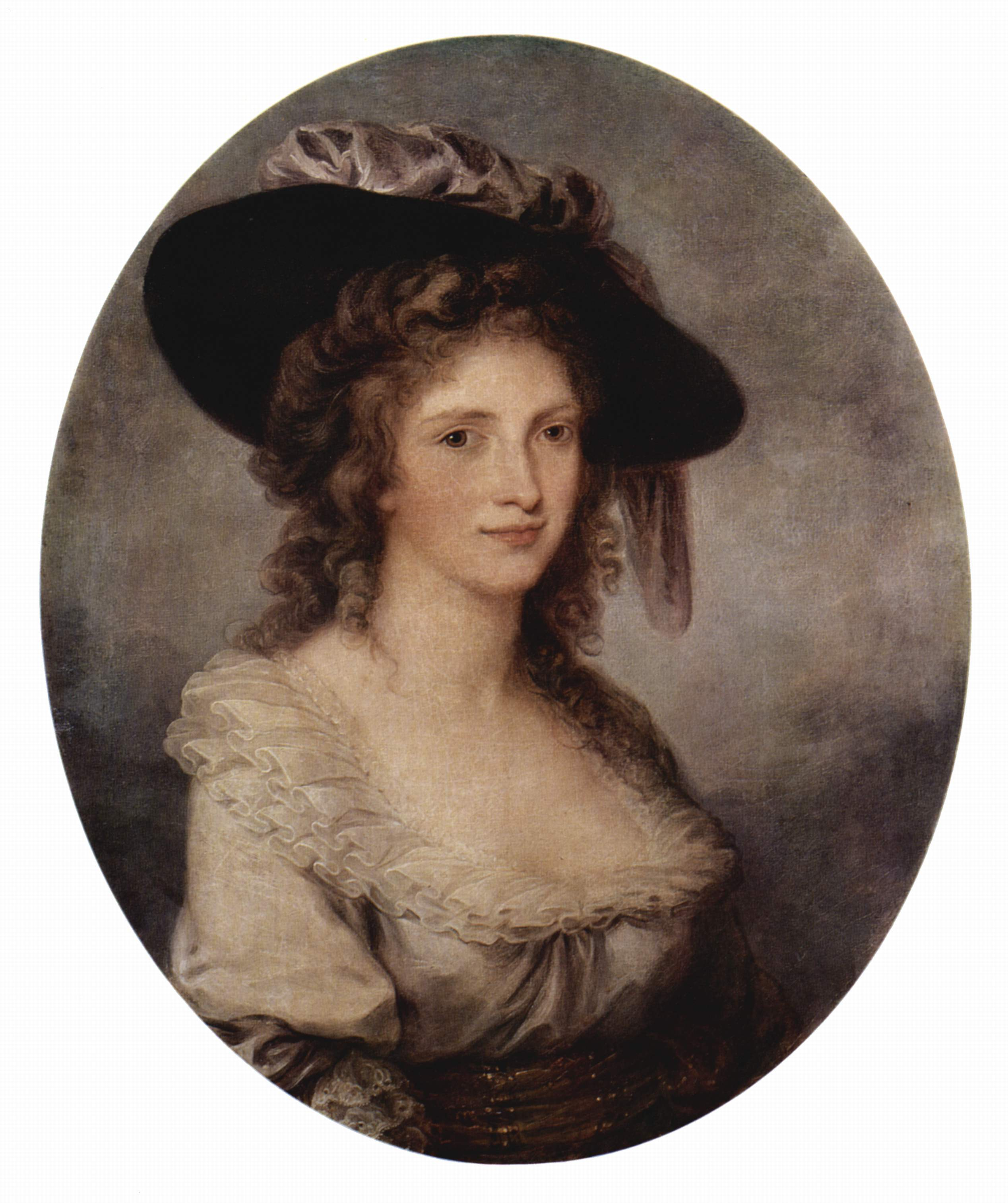
Angelica Kauffmann

Angelica Kauffmann (30 tháng 10, 1741, Coire - 5 tháng 11, 1805, Roma) là một trong những nữ họa sĩ nổi tiếng và là nữ họa sĩ chuyên vẽ chân dung của thế kỉ XVIII. 
Bà theo trường phái cổ điển và Empfindsamkeit.

## Tiểu sử
Bà là con gái của một họa sĩ, và bà được luyện vẽ từ nhỏ. Ngay từ khi 14 tuổi, cùng với gia đình, bà rời khỏi quê hương Grison để đến Milan là nơi mà bà có thể phát triển tài năng vẽ chân dung của mình.
Bà đến Luân Đôn vào năm 1766, là nơi bà đã có danh tiếng lớn, nhưng bà đã gặp một tai họa khi một người với phẩm tước " Bá tước xứ Horn" đã rời bỏ bà sau khi đã lợi dụng bà, đó chính là người mà bà kết hôn. 
Năm 1781, bà lại đi qua Italie và đặt dấu ấn danh tiếng của bà tại đó với nhiều tác phẩm nổi tiếng. Trở thành góa phụ vào năm 1784, sau đó, bà lại kết hôn với họa sĩ thành Venise Antonio Zucchi.

## Các tác phẩm nổi tiếng của bà

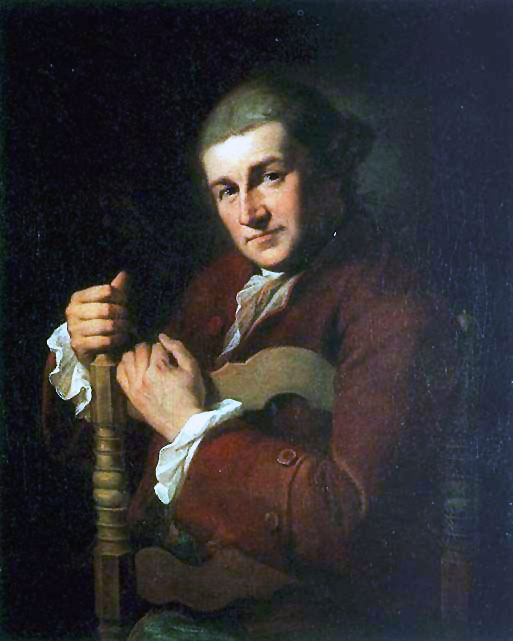
David Garrick
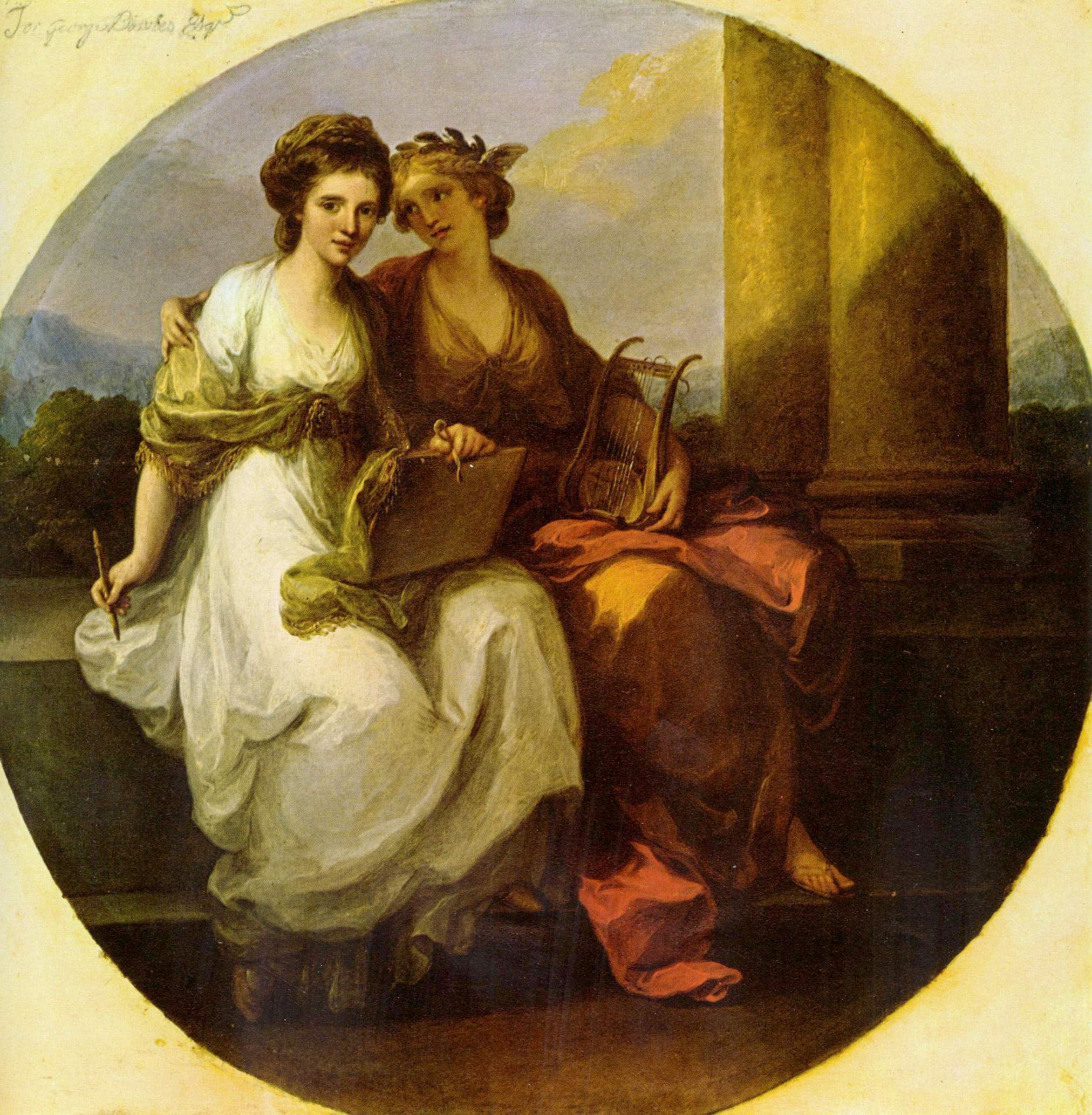
Nữ họa sĩ và bạn
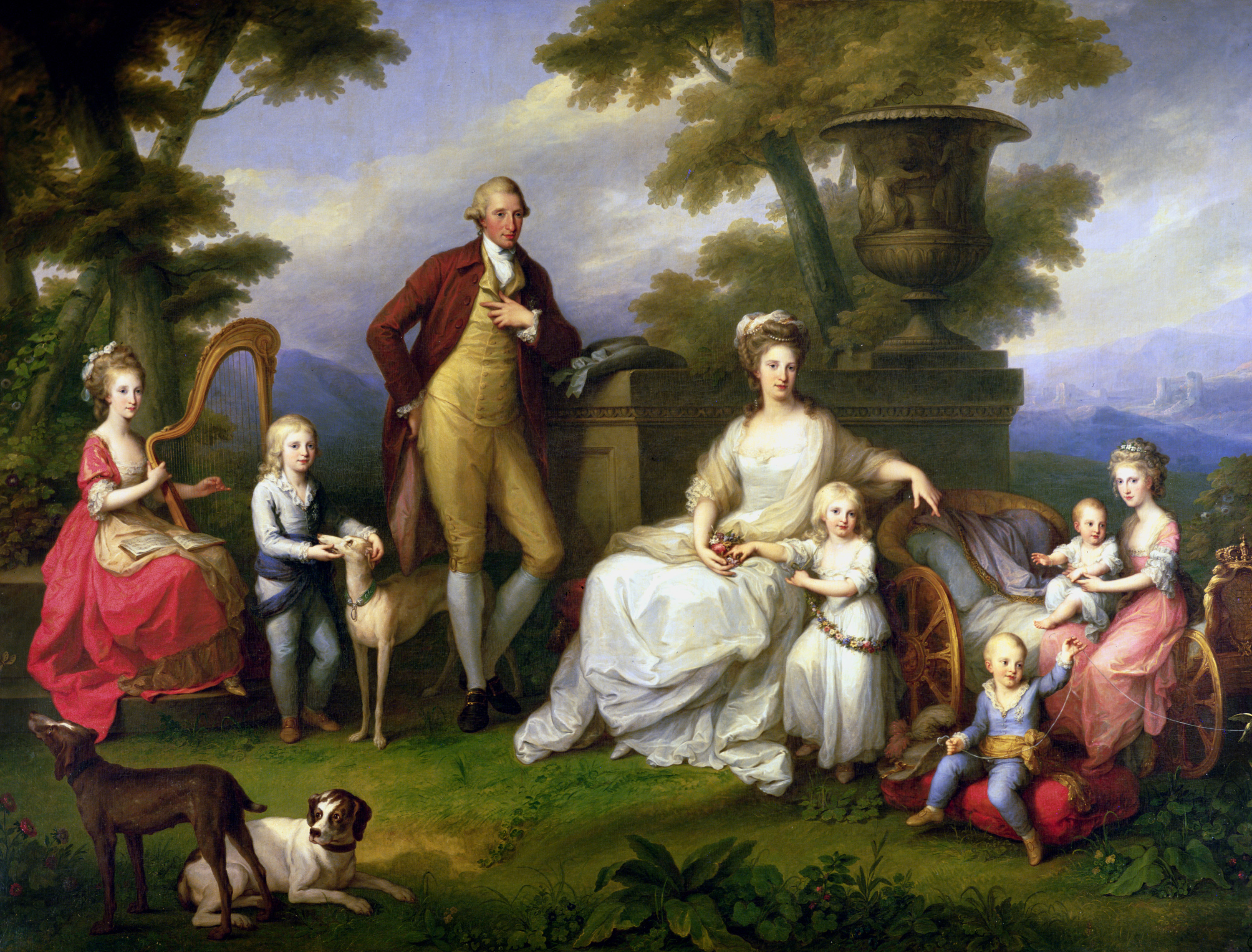
Marie Caroline của Áo và gia đình
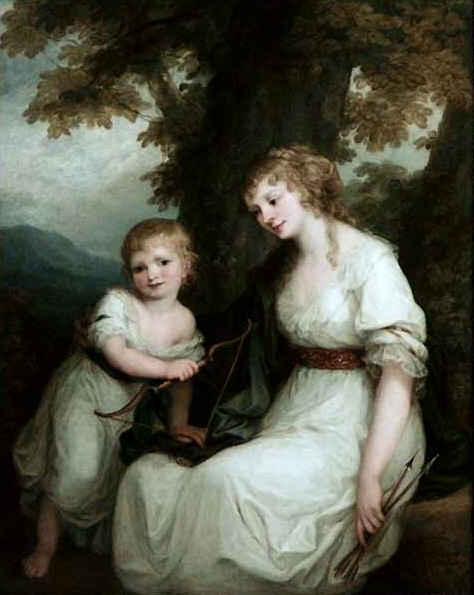
Juliane von Krüdener (1764-1824)và con trai
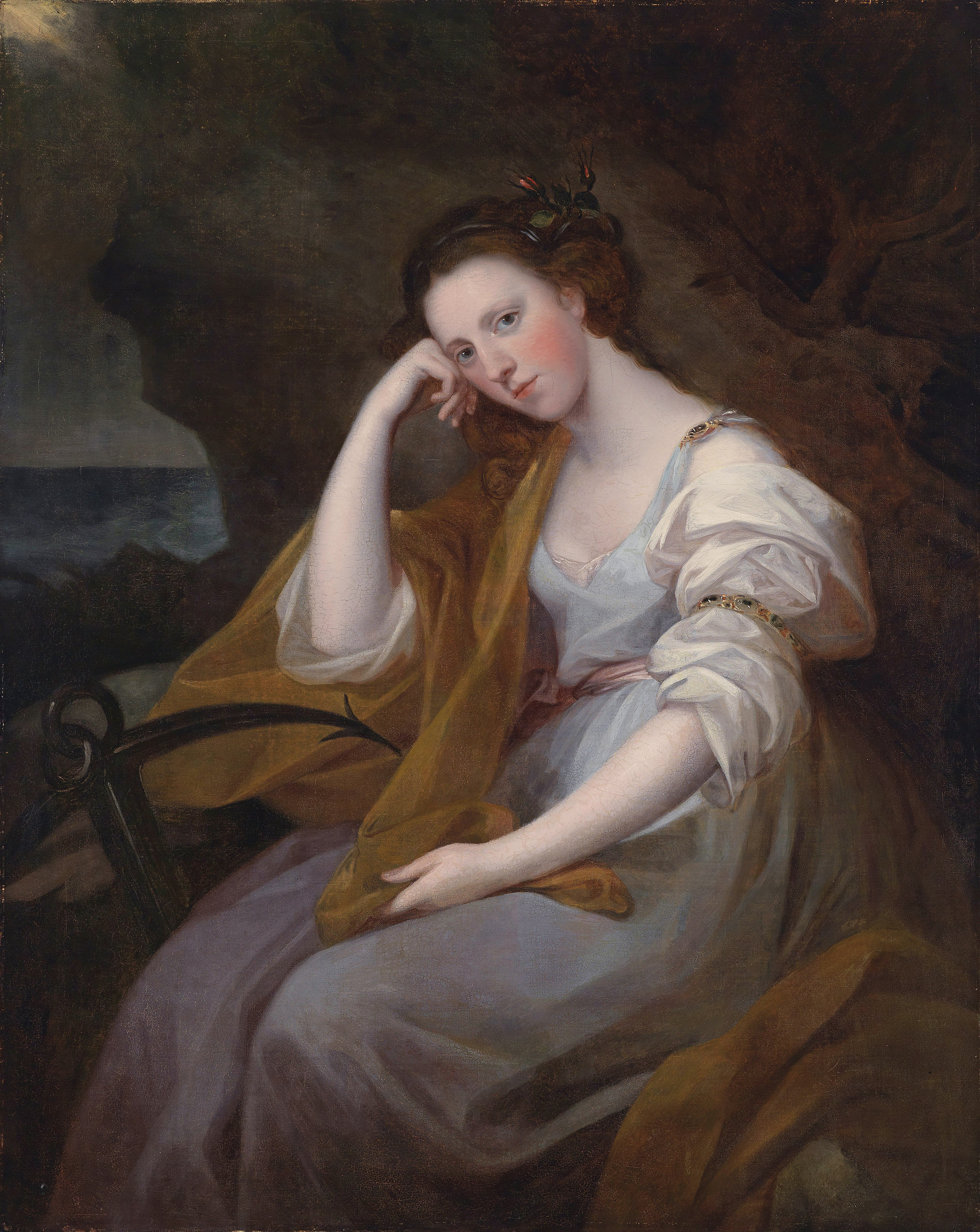
Chân dung tự hoạ
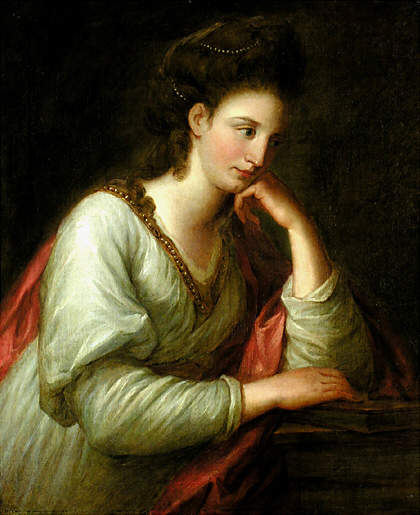
Madame Latouche
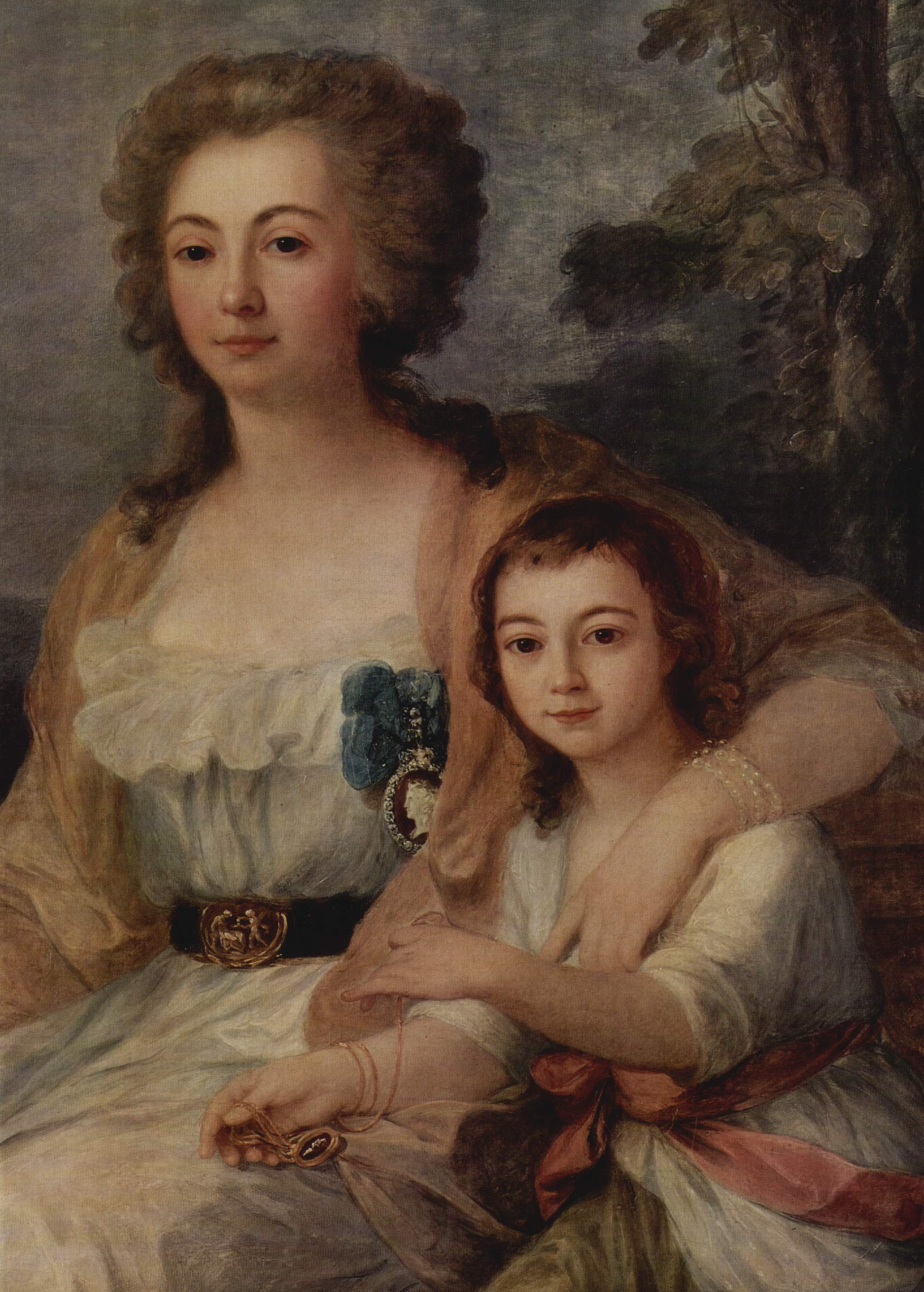
Anna Protassowa và con trai
Venus thuyết phục Helen đi với Paris

## Triển lãm
- Retrospektive Angelika Kauffmann (270 works, c. 450 ill.), Düsseldorf, Kunstmuseum (Nov. 15th 1998 - Jan. 24th 1999); München, Haus der Kunst (Febr. 5th - April 18th 1999); Chur, Bündner Kunstmuseum (May 8th - July 11th 1999)

## Văn chương
- Bettina Baumgärtel (ed.): Retrospective Angelika Kauffmann, Exh. Cat. Dusseldorf, Kunstmuseum; Munich, Haus der Kunst, Chur, Bündner Kunstmuseum, Ostfildern, Hatje 1998, ISBN 3-7757-0756-5.
- Angelica Kauffman Research Project: Forthcoming catalogue raisonné by Bettina Baumgärtel